# Vladimir Ussachevsky
Vladimir Kirilovitch Ussachevsky (ros. Владимир Кири́ллович Усачевский ur. 21 października?/3 listopada 1911 w Hailar w Mandżurii, zm. 4 stycznia 1990 w Nowym Jorku) – amerykański kompozytor rosyjskiego pochodzenia, najbardziej znany z tworzenia eksperymentalnej muzyki elektronicznej.

## Rys biograficzny
Urodził się w rosyjskiej rodzinie w Mandżurii w mieście Hailar znajdującym się obecnie w regionie autonomicznym Mongolia Wewnętrzna w Chińskiej Republice Ludowej. Pierwszy kontakt z muzyką miał w domu, jego matka była pianistką. Zajmował się grą w lokalnym zespole oraz akompaniował do niemych filmów.
Uciekając przed japońską inwazją na Mandżurię wyemigrował w 1930 wraz z częścią swej rodziny do USA. Osiadł tamże w południowej Kalifornii, gdzie rozpoczął naukę w Pasadena Junior College oraz w prywatnej uczelni Pomona College w Claremont. W latach 1935–1939 kontynuował studia w konserwatorium muzycznym Eastman School of Music znajdującym się w Rochester w stanie Nowy Jork. Studiował wraz z Bernardem Rogersem, Howardem Hansonem i Burrillem Phillipsem.
Podczas II wojny światowej pracował dla amerykańskiego wywiadu. Po wojnie w 1947 otrzymał posadę na Columbia University w Nowym Jorku, gdzie wykładał do 1980.

## Rys muzyczny
Początkowo zajmował się komponowaniem neoromantycznych utworów na klasyczne instrumentarium. Od 1951 zajmował się tworzeniem muzyki elektronicznej przy pomocy taśmy magnetofonowej. Jego pierwszy publiczny pokaz twórczości miał miejsce w maju 1952. Nawiązał dzięki temu współpracę z Otto Lueningiem.
Pierwszym efektem współpracy obydwu kompozytorów był koncert na taśmę wykonany w Museum of Modern Art w Nowym Jorku 28 października 1952. Patronat nad tym wydarzeniem objął Leopold Stokowski.
Vladimir Ussachevsky oraz Otto Luening, Milton Babbitt i Roger Sessions w 1957 założyli w Nowym Jorku Columbia-Princeton Electronic Music Center.
Poza pracą na Uniwersytecie Columbia wykładał również na University of Utah. Spośród studentów kompozytora można wymienić twórców takich jak Jon Appleton, Wendy Carlos (Walter Carlos), Charles Dodge, Robert Moog, Alice Shields, Harvey Sollberger, czy też Charles Wuorinen.
W latach 1968–1970 stał na czele American Composers Alliance. Założył również własne wydawnictwo CRI. Jego kompozycje były wydawane ponadto w czasopismach Capstone, d'Note i New World.